# Cocorova
Cocorova es una localidad rumana de la comuna de Turburea, en el condado de Gorj.

## Historia
Hacia finales del siglo XIX la localidad, que por entonces pertenecía al condado de Dolj, formaba parte de la comuna de Poiana y tenía contabilizada una población de 325 habitantes.
En la segunda mitad del siglo XX la localidad había pasado a forma parte de la comuna de Turburea, en el condado de Gorj. En el censo de 2021 la localidad tenía una población de 433 habitantes.